# Протестантская реформатская церковь Эльзаса и Лотарингии
Протестантская реформатская церковь Эльзаса и Лотарингии (фр. Église protestante réformée d'Alsace et de Lorraine, нем. Reformierte Kirche von Elsass und Lothringen) — кальвинистская конфессия в Эльзасе и северо-восточной Лотарингии, Франция, имеет статус общественного культового учреждения.

## Вероучение и членство
Протестантская реформатская церковь Эльзаса и Лотарингии придерживается Апостольского и Никейского символов веры, Гейдельбергского катехизиса и Второго гельветического исповедания. По состоянию на 2023 год церковь объединяет около 33 000 прихожан в 52 приходах, обслуживаемых 50 пасторами. Немецкоязычные общины используют современный немецкий гимн Evangelisches Gesangbuch (региональное издание Бадена-Эльзаса-Лотарингии). В 2006 году церковь совместно с Протестантской церквовью Аугсбургского исповедания Эльзаса и Лотарингии образовали Союз протестантских церквей Эльзаса и Лотарингии, сохранив при этом самостоятельные структуры. Церковь входит в Всемирный альянс реформатских церквей, Всемирный совет церквей и Протестантскую федерацию Франции.

## История
Первая кальвинистская община в регионе была основана Жаном Кальвином в Страсбурге в XVI веке. После Аугсбургского мира 1555 года некоторые правители Священной Римской империи в Эльзасе и Лотарингии приняли реформатское вероисповедание. К XVII веку кальвинизм укрепился в Мюлузе, Меце и других городах.
После революции 1789 года и конкордата Наполеона в 1801 году реформатские общины получили статус государственных религиозных учреждений. Однако их управление, централизованное в Париже, противоречило пресвитерианским традициям. В 1871 году, по Франкфуртскому договору, Эльзас и часть Лотарингии отошли к Германской империи, что привело к отделению местных реформатских общин от Реформатской церкви Франции. В 1895 году четыре эльзасских консистории образовали самостоятельную церковь EPRAL, окончательно признанную властями в 1905 году. После возвращения региона Франции (1918) церковь сохранила особый статус в рамках местного права Эльзаса—Мозеля.

## Организация
Управление церковью строится на пресвитерианско-синодальных принципах. Высший орган — Синод из 33 делегатов, избирающий Синодальный совет во главе с президентом (с 2012 года — Кристиан Кригер). Церковь разделена на четыре консисториальных округа: Бишвиллер, Мец, Мюлуз и Страсбург. Приходы обладают правом рукоположения женщин и благословения однополых союзов. Духовенство финансируется государством в соответствии с местным законодательством.